# Раймон Беренгер IV (Прованс)
Раймон Беренгер IV (на френски: Raimond Bérenger IV de Provence; * между 1196 и 1200, Екс ан Прованс, Франция; † 26 август 1245, Екс ан Прованс, Франция) е граф на Прованс (1209 – 1245).

## Произход и управление
Той е син на граф Алфонс II (1180 – 1209) и внук на крал Алфонсо II Арагонски. Майка му е Гарсинда от Сабран, графиня на Форкалкие.
След смъртта на баща му през 1209 г. той е възпитаван в арагонския кралски двор в Монсон и през 1219 г. поема сам управлението. Помага на император Фридрих Фридрих II в боевете против ломбардските градове. През 1239 г. отива на страната на папата.

## Фамилия
На 5 юли 1219 г. се жени за Беатрис Савойска (1206 – 1266) от Дом Савоя, дъщеря на Томас I (1180 – 1233), граф на Савоя, и съпругата му Маргарита Женевска (1180 – 1257). Двамата имат четири дъщери и всички те стават кралици. Прави най-малката си дъщеря за своя наследница. Потомството му е:
- Раймон (умира млад)
- Маргарита (1221 – 1295), ∞ за френския крал Луи IX, майка на крал Филип III и Робер дьо Клермон, основателят на Бурбонската династия
- Елеонора (1223 – 1291), ∞ за английския крал Хенри III, майка на крал Едуард I
- Санча (1228 – 1261), ∞ за Ричард от Корнуол, римско-немски крал
- Беатрис (1231 – 1267), ∞ за Шарл I Анжуйски, по-късно крал на Сицилия, майка на крал Шарл II Анжуйски

- Дъщерите на Раймон Беренгер IV
- Маргарита Прованска
- Елеонора Прованска
- Санча Прованска
- Беатрис Прованска